# Adulphe Delegorgue
Louis-Adulphe Delegorgue, detto semplicemente Adulphe Delegorgue (Courcelles-lès-Lens, 13 novembre 1814 – 1850), è stato un cacciatore e naturalista francese.

## Biografia
Figlio di Adulphe Delegorgue, un coltivatore che era stato sindaco di Courcelles, e di Marie Destontaine, perdette già in giovane età entrambi i genitori e venne cresciuto dal nonno Joseph Delegorgues, consigliere alla corte reale di Douai.

### I suoi viaggi

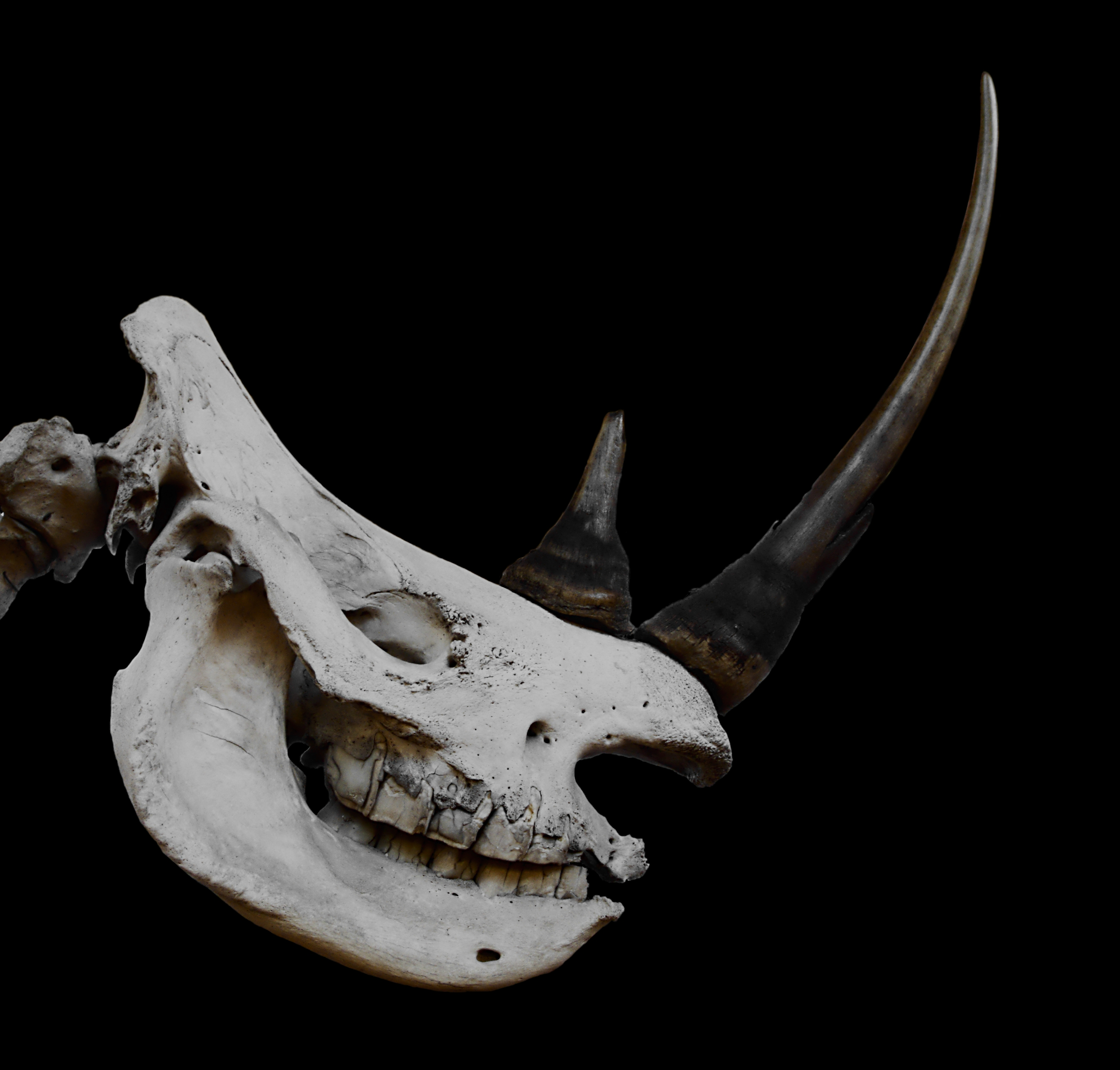
Cranio di un rinoceronte bianco procurato da Delegorgue nel 1844. Museo nazionale di storia naturale, Parigi.

Si imbarcò come marinaio all'età di 16 anni e navigò verso il nord dell'Europa, il Senegal e le Antille. Iniziò i suoi viaggi di esplorazione a 23 anni, partendo dal porto di Bordeaux verso il capo di Buona Speranza, per esplorare l'Africa australe. Rivelatosi un cacciatore temerario, procurò importanti collezioni per il Museo di storia naturale di Parigi e il museo di Douai.
La sua seconda spedizione si rivelò più ricca di scoperte, ma soffrì molto i disagi del clima. Nonostante questo, riuscì ad abbattere esemplari di ippopotamo, elefante, leone e bufalo.
La terza spedizione ebbe luogo nel paese degli Zulu.
Nel 1844 fece ritorno in Francia con tutte le ricchezze accumulate nel corso di un viaggio che racconterà nel libro Voyage dans l'Afrique australe notamment dans le territoire de Natal, dans celui des cafres amazoulous et makatisses et jusqu'au tropique du Capricorne, exécuté durant les années 1838, 1839, 1840, 1841, 1842, 1843 & 1844, pubblicato a Parigi nel 1847, in due volumi (di 580 e 622 pagine, contenenti un suo ritratto, 8 tavole e 2 mappe pieghevoli).
Nel 1850 partì per un nuovo viaggio in Africa occidentale, ma a causa di una infiammazione che all'epoca non poté essere meglio definita morì durante la traversata. Il suo corpo venne gettato in mare.
Adulphe Delegorgue riportò dai suoi viaggi un'importante documentazione e numerose informazioni sulle creature diffuse tra il 30º e il 23º parallelo sud, nonché sulla vita delle popolazioni autoctone.
Amante del gioco del domino, fu membro dei Dominotiers, club fondato verso il 1838 dallo scultore Dantan il Giovane e raggruppante giocatori di domino di Parigi e del Nord della Francia.

## Omaggi
Nel 1904 venne costituito a Parigi un comitato Adulphe-Delegorgue, che decise di innalzare un monumento in sua memoria nei pressi della sua casa natale. Questo monumento fu inaugurato il 14 marzo 1905, assieme alla scuola del paese, in presenza del deputato del Pas-de-Calais e figura locale Émile Basly. Durante la prima guerra mondiale i tedeschi rimossero il busto in bronzo per consegnarlo alla fonderia. Il piedistallo originario si trova nel cortile del collegio che oggi porta il suo nome.
Adulphe Delegorgue è piuttosto noto in Gran Bretagna, dove è possibile trovare riedizioni dei suoi scritti.
Varie specie animali portano il suo nome, tra cui il piccione nucabronzo orientale (Columba delegorguei).